# О заговоре Катилины
«О заговоре Катилины» (лат. De coniuratione Catilinae или De Catilinae coniuratione) — историческое сочинение древнеримского историка Гая Саллюстия Криспа, написанное в конце 40-х годов до н. э. на латинском языке.
Оно посвящено известным событиям 63 года до н. э., когда Луций Сергий Катилина организовал приверженцев захвата власти и радикального переустройства Рима. После провала мирных попыток прихода к власти заговорщики решили применить силу. Во многом благодаря усилиям консула 63 года Марка Туллия Цицерона сенат начал предпринимать активные меры против заговора. В итоге Катилина и его вооружённые сторонники были разбиты, а ряд заговорщиков казнён.

## Хронология
Время создания произведения точно не установлено. Считается общепризнанным, что «О заговоре Катилины» — первое из исторических произведений Саллюстия. По разным оценкам, оно было написано в 44—43, в 44—40, в 42 или в 42-41 годах. Л. МакКей предлагает иную датировку. По его мнению, сочинение было изначально написано в 50 году (учёный полагает, что оно было написано как апология Цезаря для его возможного участия в выборах консулов на 49 год). Поскольку Цезарь не принял участие в выборах, подготовленная работа не была издана, и Саллюстий переработал и издал её уже после окончания гражданской войны.

## Цель
Целью работы обычно называется продвижение иной точки зрения на события заговора, отличной от распространённой Цицероном. Подавление заговора возвысило Цицерона (Катон Младший провозгласил его отцом отечества), и он задумал написать сочинение «О своём консульстве» в дополнение к получившим распространение речам против Катилины. Ожидалось, что в его произведении могли содержаться выпады против Цезаря (например, обвинение в сочувствии заговорщикам или даже в соучастии). Целью «О заговоре Каталины», таким образом, могла стать апология Цезаря и принижение заслуг Цицерона. Иного мнения придерживается В. С. Дуров, полагающий, что политическая направленность сочинения второстепенная по сравнению с собственно историческими мотивами. Благодаря введению в повествование теории упадка нравов Саллюстий, возможно, надеялся повлиять на решения политиков (прежде всего, Марка Антония и Гая Октавиана), но не с помощью прямых советов, как в «Письмах к Цезарю», а на анализе исторического материала. Это связывают с целями «Истории» Фукидида — не предложить решение проблемы, но показать её сущность и причины. Теория упадка нравов была проиллюстрирована с помощью исторических экскурсов, речей и писем главных героев.

## Особенности
Несмотря на изобилие материалов, которые могли быть в распоряжении Криспа, его повествование весьма неполно и даёт сравнительно немного фактических сведений. Предполагается, что в 63 году Саллюстий мог служить в армии, из-за чего события заговора он был вынужден описывать на основании сведений очевидцев. Важнейшим источником сведений Саллюстия обычно называются речи Цицерона, хорошо известные в то время. В результате профессор Калифорнийского университет в Беркли Л. Маккей полагает, что труд Саллюстия — «скорее поспешный пересказ и развитие версии Цицерона, чем неторопливое критическое исследование».